# Jón Sigurðsson
Jón Sigurðsson (Hrafnseyri, 17. lipnja 1811. – Kopenhagen, 7. prosinca 1879.) bio je vođa islandskog pokreta za nezavisnost iz 19. stoljeća.
Rođen je u Hrafnseyriju, u blizini Arnarfjörðura u području Westfjords, bio je sin pastora, Sigurðura Jonssona. Preselio se u Kopenhagen 1833. kako bi studirao gramatiku i povijest na tamošnjem sveučilištu. Nakon toga Jón je počeo raditi na Institutu Arnamagnæan koji je tada bio dom rukopisa islandskih saga. On je postao stručnjak za sage i islandsku povijest. Nikada nije završio fakultet.
Islanđani ga često nazivaju predsjednikom ("Jón forseti"). Glavni razlog tomu je to da je od 1851. bio predsjednik kopenhagenškog odsjeka Hið íslenska bókmenntafélag (Islandsko književno društvo). Nekoliko puta je bio i predsjednik Althinga, po prvi put 1849. godine. Prvi put je 1833. izabran u Althing kao član parlamenta iz županije Ísafjörður. On je također došao na Þjóðfundur (Nacionalni susret) 1851. godine. Tada je predvodio Islanđane u njihovom otporu usvajanju danskog Grundlova iz 1849. na Islandu. Grundlov na Islandu nikada nije formalno usvoje, a nakon godina borbe danska je vlada 1874. odobrila ograničen ustav koji im dopušta autonomiju u unutarnjim poslovima. Do tada je Althing bio samo savjetodavno tijelo danskog kralja i vlade.
Njegov rođendan, 17. lipnja proglašen je islandskim nacionalnim praznikom, dok se njegova slika nalazi na novčanici od 500 islandskih kruna.
Stan koji su 1852. iznajmili Jón i njegova supruga Ingibjörg u Kopenhagenu se zove Jónshús te je u vlasništvu islandske vlade od 1967. On služi kao kulturni centar za Islanđane u Danskoj, kao i za stambeno zbrinjavanje znanstvenika na studijskom dopustu.